# Бернард Бозанкет
Бернард Бозанкет (1848, Олтвік — 1923) — британський філософ, автор робіт з політичної філософії і впливова фігура в питаннях політичних і соціальних наук у Великій Британії кінця XIX та початку XX століття. Його творчість мала вплив на багатьох британських філософів, хоча після його смерті найчастіше зазнає критики.

## Біографія
Освіту здобув в школі Герроу і оксфордському Балліол-коледжі. Після його закінчення був обраний членом Університетського коледжу Оксфорда, де викладав в 1870—1881 рр. Пішов у відставку, щоб присвятити себе філософії. У 1881 році переїхав до Лондона, де став активним членом Товариства допомоги і Лондонського етичного суспільства. У 1902—1908 роках професор моральної філософії в Сент-Ендрюському університеті. У 1911—1912 рр. читав лекції в Единбурзькому університеті.
Був одним з лідерів так званої неогегелевського філософського руху у Великій Британії, перебував під сильним впливом ідей давньогрецьких філософів Платона і Арістотеля і німецьких філософів Іммануїла Канта і Фрідріха Гегеля. Автор власної теорії «ідеального суспільства».
Бозанке був президентом Арістотелівського товариства з 1894 по 1898 рік.